# Květa Peschke
Pour les articles homonymes, voir Peschke.
Květoslava « Květa » Peschke, née le 9 juillet 1975 à Bílovec, est une joueuse de tennis tchécoslovaque puis tchèque, professionnelle de 1991 à 2022. Jusqu'en 2003, elle était connue sur le circuit WTA sous son nom de naissance Květa Hrdličková.
Sa surface de prédilection est le dur et son meilleur coup le coup droit.

## Carrière
Elle a déjà subi deux opérations au genou gauche qui l'ont notamment empêché de jouer toute la saison 2003. 
Entraînée par son mari, Torsten Peschke, qu'elle a épousé le 5 mai 2003 à Berlin, elle compte trente-six titres WTA en double dames à son palmarès, dont Wimbledon 2011 qu'elle a remporté avec Katarina Srebotnik. Les deux partenaires deviennent numéro un mondiales le 4 juillet à l'issue de ce prestigieux succès.

## Palmarès

### Titre en simple dames
| No | Date       | Nom et lieu du tournoi                | Catégorie | Dotation  | Surface      | Finaliste | Score    |          |
| -- | ---------- | ------------------------------------- | --------- | --------- | ------------ | --------- | -------- | -------- |
| 1  | 13-04-1998 | International Championships, Makarska | Tier IV   | 107 500 $ | Terre (ext.) | Li Fang   | 6-3, 6-1 | Parcours |

### Finale en simple dames
| No | Date       | Nom et lieu du tournoi                | Catégorie | Dotation  | Surface         | Vainqueure       | Score    |          |
| -- | ---------- | ------------------------------------- | --------- | --------- | --------------- | ---------------- | -------- | -------- |
| 1  | 01-11-1999 | Sparkassen Cup International, Leipzig | Tier II   | 520 000 $ | Moquette (int.) | Nathalie Tauziat | 6-1, 6-3 | Parcours |

### Titres en double dames
| No | Date       | Nom et lieu du tournoi              | Catégorie | Dotation     | Surface         | Partenaire          | Finalistes                                | Score              |          |
| -- | ---------- | ----------------------------------- | --------- | ------------ | --------------- | ------------------- | ----------------------------------------- | ------------------ | -------- |
| 1  | 27-07-1998 | Polish Open Sopot                   | Tier IV   | 107 500 $    | Terre (ext.)    | Helena Vildová      | Åsa Carlsson Seda Noorlander              | 6-3, 6-2           | Parcours |
| 2  | 09-04-2001 | Estoril Open Estoril                | Tier IV   | 140 000 $    | Terre (ext.)    | Barbara Rittner     | Tina Križan Katarina Srebotnik            | 3-6, 7-5, 6-1      | Parcours |
| 3  | 07-02-2005 | Open Gaz de France Paris            | Tier II   | 585 000 $    | Moquette (int.) | Iveta Benešová      | Anabel Medina Dinara Safina               | 6-2, 2-6, 6-2      | Parcours |
| 4  | 24-10-2005 | Generali Ladies Linz                | Tier II   | 585 000 $    | Dur (int.)      | Gisela Dulko        | Conchita Martínez Virginia Ruano Pascual  | 6-2, 6-3           | Parcours |
| 5  | 06-02-2006 | Open Gaz de France Paris            | Tier II   | 600 000 $    | Moquette (int.) | Émilie Loit         | Cara Black Rennae Stubbs                  | 7-65, 6-4          | Parcours |
| 6  | 20-02-2006 | Duty Free Women’s Open Dubaï        | Tier II   | 1 000 000 $  | Dur (ext.)      | Francesca Schiavone | Svetlana Kuznetsova Nadia Petrova         | 3-6, 7-61, 6-3     | Parcours |
| 7  | 25-09-2006 | FORTIS Championships Luxembourg     | Tier II   | 600 000 $    | Dur (int.)      | Francesca Schiavone | Anna-Lena Grönefeld Liezel Huber          | 2-6, 6-4, 6-1      | Parcours |
| 8  | 09-10-2006 | Kremlin Cup Moscou                  | Tier I    | 1 340 000 $  | Moquette (int.) | Francesca Schiavone | Iveta Benešová Galina Voskoboeva          | 6-4, 6-74, 6-1     | Parcours |
| 9  | 06-08-2007 | East West Bank Classic Los Angeles  | Tier II   | 600 000 $    | Dur (ext.)      | Rennae Stubbs       | Alicia Molik Mara Santangelo              | 6-0, 6-1           | Parcours |
| 10 | 01-10-2007 | Porsche Tennis Grand Prix Stuttgart | Tier II   | 650 000 $    | Dur (int.)      | Rennae Stubbs       | Chan Yung-jan Dinara Safina               | 6-75, 7-64, [10-2] | Parcours |
| 11 | 15-10-2007 | Zürich Open Zurich                  | Tier I    | 1 340 000 $  | Dur (int.)      | Rennae Stubbs       | Lisa Raymond Francesca Schiavone          | 7-5, 7-61          | Parcours |
| 12 | 18-02-2008 | Qatar Total Open Doha               | Tier I    | 2 500 000 $  | Dur (ext.)      | Rennae Stubbs       | Cara Black Liezel Huber                   | 6-1, 5-7, [10-7]   | Parcours |
| 13 | 17-08-2008 | Pilot Pen Tennis New Haven          | Tier II   | 600 000 $    | Dur (ext.)      | Lisa Raymond        | Sorana Cîrstea Monica Niculescu           | 4-6, 7-5, [10-7]   | Parcours |
| 14 | 11-01-2010 | Moorilla International Hobart       | Intern'l  | 220 000 $    | Dur (ext.)      | Chuang Chia-jung    | Chan Yung-jan Monica Niculescu            | 3-6, 6-3, [10-7]   | Parcours |
| 15 | 10-03-2010 | BNP Paribas Open Indian Wells       | PREMIER*  | 4 500 000 $  | Dur (ext.)      | Katarina Srebotnik  | Nadia Petrova Samantha Stosur             | 6-4, 2-6, [10-5]   | Parcours |
| 16 | 23-08-2010 | Pilot Pen Tennis at Yale New Haven  | Premier   | 600 000 $    | Dur (ext.)      | Katarina Srebotnik  | Bethanie Mattek-Sands Meghann Shaughnessy | 7-5, 6-0           | Parcours |
| 17 | 03-01-2011 | ASB Classic Auckland                | Intern'l  | 220 000 $    | Dur (ext.)      | Katarina Srebotnik  | Sofia Arvidsson Marina Erakovic           | 6-3, 6-0           | Parcours |
| 18 | 21-02-2011 | Qatar Ladies Open Doha              | Premier   | 721 000 $    | Dur (ext.)      | Katarina Srebotnik  | Liezel Huber Nadia Petrova                | 7-5, 6-72, [10-8]  | Parcours |
| 19 | 13-06-2011 | AEGON International Eastbourne      | Premier   | 618 000 $    | Gazon (ext.)    | Katarina Srebotnik  | Liezel Huber Lisa Raymond                 | 6-3, 6-0           | Parcours |
| 20 | 20-06-2011 | The Championships Wimbledon         | G. Chelem | 10 141 303 $ | Gazon (ext.)    | Katarina Srebotnik  | Sabine Lisicki Samantha Stosur            | 6-3, 6-1           | Parcours |
| 21 | 01-08-2011 | Mercury Insurance Open Carlsbad     | Premier   | 721 000 $    | Dur (ext.)      | Katarina Srebotnik  | Raquel Kops-Jones Abigail Spears          | 6-0, 6-2           | Parcours |
| 22 | 03-10-2011 | China Open Pékin                    | PREMIER*  | 4 500 000 $  | Dur (ext.)      | Katarina Srebotnik  | Gisela Dulko Flavia Pennetta              | 6-3, 6-4           | Parcours |
| 23 | 08-01-2012 | Apia International Sydney           | Premier   | 637 000 $    | Dur (ext.)      | Katarina Srebotnik  | Liezel Huber Lisa Raymond                 | 6-1, 4-6, [13-11]  | Parcours |
| 24 | 08-10-2012 | Generali Ladies Linz                | Intern'l  | 220 000 $    | Dur (int.)      | Anna-Lena Grönefeld | Julia Görges Barbora Z. Strýcová          | 6-3, 6-4           | Parcours |
| 25 | 20-05-2013 | Brussels Open Bruxelles             | Premier   | 690 000 $    | Terre (ext.)    | Anna-Lena Grönefeld | Gabriela Dabrowski Shahar Peer            | 6-0, 6-3           | Parcours |
| 26 | 27-01-2014 | Open GDF Suez Paris                 | Premier   | 710 000 $    | Dur (int.)      | Anna-Lena Grönefeld | Tímea Babos Kristina Mladenovic           | 6-77, 6-4, [10-5]  | Parcours |
| 27 | 12-05-2014 | Internazionali d'Italia Rome        | Premier 5 | 2 628 800 $  | Terre (ext.)    | Katarina Srebotnik  | Sara Errani Roberta Vinci                 | 4-0 ab.            | Parcours |
| 28 | 01-05-2017 | Prague Open Prague                  | Intern'l  | 250 000 $    | Terre (ext.)    | Anna-Lena Grönefeld | Lucie Hradecká Kateřina Siniaková         | 6-4, 7-63          | Parcours |
| 29 | 30-04-2018 | Prague Open Prague                  | Intern'l  | 250 000 $    | Terre (ext.)    | Nicole Melichar     | Mihaela Buzărnescu Lidziya Marozava       | 6-4, 6-2           | Parcours |
| 30 | 30-07-2018 | Silicon Valley Classic San José     | Premier   | 733 900 $    | Dur (ext.)      | Latisha Chan        | Lyudmyla Kichenok Nadiia Kichenok         | 6-4, 6-1           | Parcours |
| 31 | 08-10-2018 | Tianjin Open Tianjin                | Intern'l  | 426 750 $    | Dur (ext.)      | Nicole Melichar     | Monique Adamczak Jessica Moore            | 6-4, 6-2           | Parcours |
| 32 | 31-12-2018 | Brisbane International Brisbane     | Premier   | 899 500 $    | Dur (ext.)      | Nicole Melichar     | Chan Hao-ching Latisha Chan               | 6-1, 6-1           | Tableau  |
| 33 | 29-07-2019 | Silicon Valley Classic San José     | Premier   | 733 900 $    | Dur (ext.)      | Nicole Melichar     | Shuko Aoyama Ena Shibahara                | 6-4, 6-4           | Parcours |
| 34 | 09-09-2019 | Zhengzhou Open Zhengzhou            | Premier   | 943 900 $    | Terre (ext.)    | Nicole Melichar     | Yanina Wickmayer Tamara Zidanšek          | 6-1, 7-61          | Parcours |
| 35 | 22-08-2020 | Western & Southern Open New York    | Premier 5 | 1 950 079 $  | Dur (ext.)      | Demi Schuurs        | Nicole Melichar Xu Yifan                  | 6-1, 4-6, [10-4]   | Parcours |
| 36 | 27-09-2021 | Chicago Fall Tennis Classic Chicago | WTA 500   | 565 530 $    | Dur (ext.)      | Andrea Petkovic     | Caroline Dolehide Coco Vandeweghe         | 6-3, 6-1           | Parcours |

### Finales en double dames
| No | Date       | Nom et lieu du tournoi                    | Catégorie | Dotation    | Surface         | Vainqueures                                | Partenaire           | Score             |          |
| -- | ---------- | ----------------------------------------- | --------- | ----------- | --------------- | ------------------------------------------ | -------------------- | ----------------- | -------- |
| 1  | 06-07-1998 | Czech Open Prague                         | Tier III  | 160 000 $   | Terre (ext.)    | Silvia Farina Karina Habšudová             | Michaela Paštiková   | 2-6, 6-1, 6-2     | Parcours |
| 2  | 08-02-1999 | Nokia Cup Prostějov                       | Tier IVb  | 112 500 $   | Moquette (int.) | Alexandra Fusai Nathalie Tauziat           | Helena Vildová       | 3-6, 6-2, 6-1     | Parcours |
| 3  | 01-05-2001 | Betty Barclay Cup Hambourg                | Tier II   | 565 000 $   | Terre (ext.)    | Cara Black Elena Likhovtseva               | Barbara Rittner      | 6-2, 4-6, 6-2     | Parcours |
| 4  | 24-09-2001 | Sparkassen Cup International GP Leipzig   | Tier II   | 565 000 $   | Moquette (int.) | Elena Likhovtseva Nathalie Tauziat         | Barbara Rittner      | 6-4, 6-2          | Parcours |
| 5  | 31-12-2001 | ASB Bank Classic Auckland                 | Tier IV   | 140 000 $   | Dur (ext.)      | Nicole Arendt Liezel Huber                 | Henrieta Nagyová     | 7-5, 6-4          | Parcours |
| 6  | 21-10-2002 | SEAT Open Luxembourg                      | Tier III  | 225 000 $   | Dur (int.)      | Kim Clijsters Janette Husárová             | Barbara Rittner      | 4-6, 6-3, 7-5     | Parcours |
| 7  | 04-04-2005 | Bausch & Lomb Championships Amelia Island | Tier II   | 585 000 $   | Terre (ext.)    | Bryanne Stewart Samantha Stosur            | Patty Schnyder       | 6-4, 6-2          | Parcours |
| 8  | 11-04-2005 | Family Circle Cup Charleston              | Tier I    | 1 300 000 $ | Terre (ext.)    | Conchita Martínez Virginia Ruano Pascual   | Iveta Benešová       | 6-1, 6-4          | Parcours |
| 9  | 18-07-2005 | Western & Southern Open Cincinnati        | Tier III  | 170 000 $   | Dur (ext.)      | Laura Granville Abigail Spears             | María Emilia Salerni | 3-6, 6-2, 6-4     | Parcours |
| 10 | 03-10-2005 | Porsche Tennis Grand Prix Filderstadt     | Tier II   | 650 000 $   | Dur (int.)      | Daniela Hantuchová Anastasia Myskina       | Francesca Schiavone  | 6-0, 3-6, 7-5     | Parcours |
| 11 | 15-05-2006 | Internazionali d'Italia Rome              | Tier I    | 1 340 000 $ | Terre (ext.)    | Daniela Hantuchová Ai Sugiyama             | Francesca Schiavone  | 3-6, 6-3, 6-1     | Parcours |
| 12 | 18-06-2007 | Int’l Championships Eastbourne            | Tier II   | 600 000 $   | Gazon (ext.)    | Lisa Raymond Samantha Stosur               | Rennae Stubbs        | 6-75, 6-4, 6-3    | Parcours |
| 13 | 11-02-2008 | Proximus Diamond Games Anvers             | Tier II   | 600 000 $   | Dur (int.)      | Cara Black Liezel Huber                    | Ai Sugiyama          | 6-1, 6-3          | Parcours |
| 14 | 16-06-2008 | International Women's Open Eastbourne     | Tier II   | 600 000 $   | Gazon (ext.)    | Cara Black Liezel Huber                    | Rennae Stubbs        | 2-6, 6-0, [10-8]  | Parcours |
| 15 | 29-09-2008 | Porsche Tennis Grand Prix Stuttgart       | Tier II   | 650 000 $   | Dur (int.)      | Anna-Lena Grönefeld Patty Schnyder         | Rennae Stubbs        | 6-2, 6-4          | Parcours |
| 16 | 04-11-2008 | Sony Ericsson Championships Doha          | Masters   | 4 450 000 $ | Dur (ext.)      | Cara Black Liezel Huber                    | Rennae Stubbs        | 6-1, 7-5          | Parcours |
| 17 | 09-02-2009 | Open GDF Suez Paris                       | Premier   | 600 000 $   | Dur (int.)      | Cara Black Liezel Huber                    | Lisa Raymond         | 6-4, 3-6, [10-4]  | Parcours |
| 18 | 25-03-2009 | Sony Ericsson Open Miami                  | PREMIER*  | 4 500 000 $ | Dur (ext.)      | Svetlana Kuznetsova Amélie Mauresmo        | Lisa Raymond         | 4-6, 6-3, [10-3]  | Parcours |
| 19 | 06-04-2009 | MPS Group Championships Ponte Vedra Beach | Intern'l  | 220 000 $   | Terre (ext.)    | Chuang Chia-jung Sania Mirza               | Lisa Raymond         | 6-3, 4-6, [10-7]  | Parcours |
| 20 | 09-05-2009 | Mutua Madrileña Open Madrid               | PREMIER*  | 4 500 000 $ | Terre (ext.)    | Cara Black Liezel Huber                    | Lisa Raymond         | 4-6, 6-3, [10-6]  | Parcours |
| 21 | 14-02-2010 | Tennis Championships Dubaï                | Premier 5 | 2 000 000 $ | Dur (ext.)      | Nuria Llagostera Vives María José Martínez | Katarina Srebotnik   | 7-65, 6-4         | Parcours |
| 22 | 26-04-2010 | Porsche Tennis Grand Prix Stuttgart       | Premier   | 700 000 $   | Terre (int.)    | Gisela Dulko Flavia Pennetta               | Katarina Srebotnik   | 3-6, 7-63, [10-5] | Parcours |
| 23 | 23-05-2010 | Roland-Garros Paris                       | G. Chelem | 9 938 926 $ | Terre (ext.)    | Serena Williams Venus Williams             | Katarina Srebotnik   | 6-2, 6-3          | Parcours |
| 24 | 14-06-2010 | AEGON International Eastbourne            | Premier   | 600 000 $   | Gazon (ext.)    | Lisa Raymond Rennae Stubbs                 | Katarina Srebotnik   | 6-2, 2-6, [13-11] | Parcours |
| 25 | 16-08-2010 | Coupe Rogers Montréal                     | Premier 5 | 2 000 000 $ | Dur (ext.)      | Gisela Dulko Flavia Pennetta               | Katarina Srebotnik   | 7-5, 3-6, [12-10] | Parcours |
| 26 | 11-10-2010 | Generali Ladies Linz                      | Intern'l  | 220 000 $   | Dur (int.)      | Renata Voráčová Barbora Z. Strýcová        | Katarina Srebotnik   | 7-5, 7-66         | Parcours |
| 27 | 26-10-2010 | WTA Championships Doha                    | Masters   | 4 550 000 $ | Dur (ext.)      | Gisela Dulko Flavia Pennetta               | Katarina Srebotnik   | 7-5, 6-4          | Parcours |
| 28 | 09-01-2011 | Medibank International Sydney             | Premier   | 618 000 $   | Dur (ext.)      | Iveta Benešová Barbora Z. Strýcová         | Katarina Srebotnik   | 4-6, 6-4, [10-7]  | Parcours |
| 29 | 14-02-2011 | Tennis Championships Dubaï                | Premier 5 | 2 050 000 $ | Dur (ext.)      | Liezel Huber María José Martínez           | Katarina Srebotnik   | 7-65, 6-3         | Parcours |
| 30 | 30-04-2011 | Mutua Madrid Open Madrid                  | PREMIER*  | 4 500 000 $ | Terre (ext.)    | Victoria Azarenka Maria Kirilenko          | Katarina Srebotnik   | 6-4, 6-3          | Parcours |
| 31 | 25-10-2011 | WTA Championships Istanbul                | Masters   | 4 900 000 $ | Dur (int.)      | Liezel Huber Lisa Raymond                  | Katarina Srebotnik   | 6-4, 6-4          | Parcours |
| 32 | 23-09-2012 | Toray Pan Pacific Open Tokyo              | Premier 5 | 2 168 400 $ | Dur (ext.)      | Raquel Kops-Jones Abigail Spears           | Anna-Lena Grönefeld  | 6-1, 6-4          | Parcours |
| 33 | 31-12-2012 | Brisbane International Brisbane           | Premier   | 1 000 000 $ | Dur (ext.)      | Bethanie Mattek-Sands Sania Mirza          | Anna-Lena Grönefeld  | 4-6, 6-4, [10-7]  | Parcours |
| 34 | 10-06-2013 | Nürnberger Versicherungscup Nuremberg     | Intern'l  | 235 000 $   | Terre (ext.)    | Raluca Olaru Valeria Solovieva             | Anna-Lena Grönefeld  | 2-6, 7-63, [11-9] | Parcours |
| 35 | 05-08-2013 | Coupe Rogers Toronto                      | Premier 5 | 2 369 000 $ | Dur (ext.)      | Jelena Janković Katarina Srebotnik         | Anna-Lena Grönefeld  | 5-7, 6-2, [10-6]  | Parcours |
| 36 | 12-08-2013 | Western & Southern Open Cincinnati        | Premier 5 | 2 369 000 $ | Dur (ext.)      | Hsieh Su-wei Peng Shuai                    | Anna-Lena Grönefeld  | 2-6, 6-3, [12-10] | Parcours |
| 37 | 10-02-2014 | Qatar Total Open 2014 Doha                | Premier 5 | 2 440 070 $ | Dur (ext.)      | Hsieh Su-wei Peng Shuai                    | Katarina Srebotnik   | 6-4, 6-0          | Parcours |
| 38 | 10-10-2016 | Generali Ladies Linz                      | Intern'l  | 250 000 $   | Dur (int.)      | Kiki Bertens Johanna Larsson               | Anna-Lena Grönefeld  | 4-6, 6-2, [10-7]  | Parcours |
| 39 | 07-08-2017 | Rogers Cup Toronto                        | Premier 5 | 2 735 139 $ | Dur (ext.)      | Ekaterina Makarova Elena Vesnina           | Anna-Lena Grönefeld  | 6-0, 6-4          | Parcours |
| 40 | 23-04-2018 | Porsche Tennis Grand Prix Stuttgart       | Premier   | 816 000 $   | Terre (int.)    | Raquel Atawo Anna-Lena Grönefeld           | Nicole Melichar      | 6-4, 6-75, [10-5] | Parcours |
| 41 | 02-07-2018 | The Championships Wimbledon               | G. Chelem | 2 007 000 £ | Gazon (ext.)    | Barbora Krejčíková Kateřina Siniaková      | Nicole Melichar      | 6-4, 4-6, 6-0     | Parcours |
| 42 | 29-04-2019 | Prague Open Prague                        | Intern'l  | 226 750 $   | Terre (ext.)    | Anna Kalinskaya Viktória Kužmová           | Nicole Melichar      | 4-6, 7-5, [10-7]  | Parcours |

### Finales en double mixte
| No | Date       | Nom et lieu du tournoi   | Catégorie | Dotation     | Surface    | Vainqueures                     | Partenaire           | Score              |          |
| -- | ---------- | ------------------------ | --------- | ------------ | ---------- | ------------------------------- | -------------------- | ------------------ | -------- |
| 1  | 29-08-2006 | US Open Flushing Meadows | G. Chelem | 8 332 000 $  | Dur (ext.) | Martina Navrátilová Bob Bryan   | Martin Damm          | 6-2, 6-3           | Parcours |
| 2  | 30-08-2010 | US Open Flushing Meadows | G. Chelem | 10 258 000 $ | Dur (ext.) | Liezel Huber Bob Bryan          | Aisam-Ul-Haq Qureshi | 6-4, 6-4           | Parcours |
| 3  | 27-08-2012 | US Open Flushing Meadows | G. Chelem | 11 517 008 $ | Dur (ext.) | Ekaterina Makarova Bruno Soares | Marcin Matkowski     | 6-78, 6-1, [12-10] | Parcours |

## Parcours en Grand Chelem

### En simple dames
| Année | Open d'Australie | Open d'Australie  | Internationaux de France | Internationaux de France | Wimbledon       | Wimbledon           | US Open         | US Open           |
| ----- | ---------------- | ----------------- | ------------------------ | ------------------------ | --------------- | ------------------- | --------------- | ----------------- |
| 1998  | —                | —                 | 2e tour (1/32)           | Elena Tatarkova          | 1er tour (1/64) | Tamarine Tanasugarn | 2e tour (1/32)  | Sandrine Testud   |
| 1999  | 1er tour (1/64)  | Sylvia Plischke   | 3e tour (1/16)           | Martina Hingis           | 1er tour (1/64) | Tamarine Tanasugarn | 1er tour (1/64) | Martina Hingis    |
| 2000  | 3e tour (1/16)   | Anna Kournikova   | 3e tour (1/16)           | Amélie Mauresmo          | 1er tour (1/64) | Venus Williams      | 2e tour (1/32)  | Venus Williams    |
| 2001  | —                | —                 | 1er tour (1/64)          | Selima Sfar              | —               | —                   | 1er tour (1/64) | Magdalena Maleeva |
| 2002  | 2e tour (1/32)   | Magdalena Maleeva | 1er tour (1/64)          | Tina Pisnik              | 2e tour (1/32)  | Jelena Dokić        | 1er tour (1/64) | Magdalena Maleeva |
|       |                  |                   |                          |                          |                 |                     |                 |                   |
| 2004  | —                | —                 | 2e tour (1/32)           | Jennifer Capriati        | —               | —                   | —               | —                 |
| 2005  | 1er tour (1/64)  | Anastasia Myskina | 2e tour (1/32)           | Shahar Peer              | 1/8 de finale   | Nadia Petrova       | 1er tour (1/64) | Nicole Vaidišová  |
| 2006  | —                | —                 | 1er tour (1/64)          | Kaia Kanepi              | 2e tour (1/32)  | Svetlana Kuznetsova | 1er tour (1/64) | Zheng Jie         |
| 2007  | —                | —                 | 2e tour (1/32)           | Stéphanie Cohen          | —               | —                   | —               | —                 |

N.B. : à droite du résultat se trouve le nom de l'ultime adversaire.

### En double dames
N.B. : le nom de la partenaire se trouve sous le résultat ; le nom des ultimes adversaires se trouve à droite.

### En double mixte
N.B. : le nom du partenaire se trouve sous le résultat ; le nom des ultimes adversaires se trouve à droite.

## Parcours aux Masters

### En double dames
| # | Date       | Nom de l'édition                   | ($)       | Surface    | Résultat      | Partenaire          | Ultimes adversaires                   | Score             |          |
| - | ---------- | ---------------------------------- | --------- | ---------- | ------------- | ------------------- | ------------------------------------- | ----------------- | -------- |
| 1 | 06/11/2006 | Sony Ericsson Championships Madrid | 3 000 000 | Dur (int.) | 1/2 finale    | Francesca Schiavone | Lisa Raymond Samantha Stosur          | 6-1, 6-4          | Parcours |
| 2 | 05/11/2007 | Sony Ericsson Championships Madrid | 3 000 000 | Dur (int.) | 1/2 finale    | Rennae Stubbs       | Cara Black Liezel Huber               | 7-63, 4-6, [10-6] | Parcours |
| 3 | 04/11/2008 | Sony Ericsson Championships Doha   | 4 450 000 | Dur (ext.) | Finale        | Rennae Stubbs       | Cara Black Liezel Huber               | 6-1, 7-5          | Parcours |
| 4 | 26/10/2010 | WTA Championships Doha             | 4 550 000 | Dur (ext.) | Finale        | Katarina Srebotnik  | Gisela Dulko Flavia Pennetta          | 7-5, 6-4          | Parcours |
| 5 | 25/10/2011 | WTA Championships Istanbul         | 4 900 000 | Dur (int.) | Finale        | Katarina Srebotnik  | Liezel Huber Lisa Raymond             | 6-4, 6-4          | Parcours |
| 6 | 20/10/2014 | WTA Finals Singapour               | 6 500 000 | Dur (int.) | 1/2 finale    | Katarina Srebotnik  | Cara Black Sania Mirza                | 4-6, 7-5, [11-9]  | Parcours |
| 7 | 22/10/2017 | WTA Finals Singapour               | 7 000 000 | Dur (int.) | 1/4 de finale | Anna-Lena Grönefeld | Chan Yung-jan Martina Hingis          | 6-3, 6-2          | Parcours |
| 8 | 22/10/2018 | WTA Finals Singapour               | 7 000 000 | Dur (int.) | 1/4 de finale | Nicole Melichar     | Barbora Krejčíková Kateřina Siniaková | 6-1, 6-4          | Parcours |

## Parcours aux Jeux olympiques

### En simple dames
| # | Date       | Nom de l'olympiade          | Surface    | Résultat        | Ultime adversaire   | Score    |          |
| - | ---------- | --------------------------- | ---------- | --------------- | ------------------- | -------- | -------- |
| 1 | 19/09/2000 | Olympic Tennis Event Sydney | Dur (ext.) | 1er tour (1/32) | Rossana de los Ríos | 6-3, 6-0 | Parcours |

### En double dames
| # | Date       | Nom de l'olympiade          | Surface    | Résultat        | Partenaire    | Ultimes adversaires               | Score    |          |
| - | ---------- | --------------------------- | ---------- | --------------- | ------------- | --------------------------------- | -------- | -------- |
| 1 | 19/09/2000 | Olympic Tennis Event Sydney | Dur (ext.) | 1er tour (1/16) | Dája Bedáňová | Conchita Martínez Arantxa Sánchez | 6-4, 6-3 | Parcours |

## Parcours en Fed Cup
| #                                                                                   | Date       | Lieu                              | Surface         | Gagnante(s)                        | Perdante(s)                           | Score           |          |
| ----------------------------------------------------------------------------------- | ---------- | --------------------------------- | --------------- | ---------------------------------- | ------------------------------------- | --------------- | -------- |
|                                                                                     |            |                                   |                 |                                    |                                       |                 |          |
| 1998 - Barrage (groupe mondial I) - République tchèque - Italie - 1 : 4             |            |                                   |                 |                                    |                                       |                 |          |
| 1                                                                                   | 25/07/1998 | Prague                            | Terre (ext.)    | Rita Grande                        | Květa Hrdličková                      | 7-63, 4-6, 6-4  | Parcours |
| 1                                                                                   | 25/07/1998 | Prague                            | Terre (ext.)    | Silvia Farina                      | Květa Hrdličková                      | 6-2, 6-1        | Parcours |
|                                                                                     |            |                                   |                 |                                    |                                       |                 |          |
| 1999 - 1/4 de finale (groupe mondial II) - Biélorussie - République tchèque - 1 : 4 |            |                                   |                 |                                    |                                       |                 |          |
| 2                                                                                   | 17/04/1999 | Minsk                             | Terre (int.)    | Květa Hrdličková                   | Olga Barabanschikova                  | 6-1, 6-4        | Parcours |
| 2                                                                                   | 17/04/1999 | Minsk                             | Terre (int.)    | Květa Hrdličková                   | Natasha Zvereva                       | 6-4, 6-78, 6-4  | Parcours |
|                                                                                     |            |                                   |                 |                                    |                                       |                 |          |
| 2000 - Round robin (groupe mondial) - Autriche - République tchèque - 1 : 2         |            |                                   |                 |                                    |                                       |                 |          |
| 3                                                                                   | 27/04/2000 | Bratislava                        | Dur (int.)      | Květa Hrdličková                   | Patricia Wartusch                     | 6-3, 1-6, 6-3   | Parcours |
| 3                                                                                   | 27/04/2000 | Bratislava                        | Dur (int.)      | Barbara Schett Patricia Wartusch   | Dája Bedáňová Květa Hrdličková        | 7-66, 2-6, 6-3  | Parcours |
|                                                                                     |            |                                   |                 |                                    |                                       |                 |          |
| 2000 - Round robin (groupe mondial) - République tchèque - Suisse - 2 : 1           |            |                                   |                 |                                    |                                       |                 |          |
| 4                                                                                   | 28/04/2000 | Bratislava                        | Dur (int.)      | Květa Hrdličková                   | Emmanuelle Gagliardi                  | 6-1, 7-64       | Parcours |
| 4                                                                                   | 28/04/2000 | Bratislava                        | Dur (int.)      | Dája Bedáňová Květa Hrdličková     | Emmanuelle Gagliardi Patty Schnyder   | 4-6, 6-1, 6-1   | Parcours |
|                                                                                     |            |                                   |                 |                                    |                                       |                 |          |
| 2000 - Round robin (groupe mondial) - Slovaquie - République tchèque - 1 : 2        |            |                                   |                 |                                    |                                       |                 |          |
| 5                                                                                   | 29/04/2000 | Bratislava                        | Dur (int.)      | Daniela Hantuchová                 | Květa Hrdličková                      | 6-4, 6-2        | Parcours |
| 5                                                                                   | 29/04/2000 | Bratislava                        | Dur (int.)      | Dája Bedáňová Květa Hrdličková     | Karina Habšudová Daniela Hantuchová   | 7-5, 6-3        | Parcours |
|                                                                                     |            |                                   |                 |                                    |                                       |                 |          |
| 2000 - 1/2 finale (groupe mondial) - République tchèque - Espagne - 1 : 2           |            |                                   |                 |                                    |                                       |                 |          |
| 6                                                                                   | 21/11/2000 | Las Vegas                         | Moquette (int.) | Conchita Martínez                  | Květa Hrdličková                      | 7-63, 6-72, 6-4 | Parcours |
| 6                                                                                   | 21/11/2000 | Las Vegas                         | Moquette (int.) | Dája Bedáňová Květa Hrdličková     | Virginia Ruano Magüi Serna            | 1-6, 6-3, 7-65  | Parcours |
|                                                                                     |            |                                   |                 |                                    |                                       |                 |          |
| 2001 - Round robin (groupe mondial) - Russie - République tchèque - 2 : 1           |            |                                   |                 |                                    |                                       |                 |          |
| 7                                                                                   | 07/11/2001 | Madrid                            | Terre (int.)    | Květa Hrdličková                   | Elena Bovina                          | 3-6, 6-1, 8-6   | Parcours |
| 7                                                                                   | 07/11/2001 | Madrid                            | Terre (int.)    | Elena Likhovtseva Nadia Petrova    | Květa Hrdličková Alena Vašková        | 6-3, 6-2        | Parcours |
|                                                                                     |            |                                   |                 |                                    |                                       |                 |          |
| 2001 - Round robin (groupe mondial) - France - République tchèque - 3 : 0           |            |                                   |                 |                                    |                                       |                 |          |
| 8                                                                                   | 08/11/2001 | Madrid                            | Terre (int.)    | Sandrine Testud                    | Květa Hrdličková                      | 6-4, 6-1        | Parcours |
|                                                                                     |            |                                   |                 |                                    |                                       |                 |          |
| 2001 - Round robin (groupe mondial) - République tchèque - Argentine - 1 : 2        |            |                                   |                 |                                    |                                       |                 |          |
| 9                                                                                   | 09/11/2001 | Madrid                            | Terre (int.)    | Clarisa Fernández                  | Květa Hrdličková                      | 6-4, 6-3        | Parcours |
| 9                                                                                   | 09/11/2001 | Madrid                            | Terre (int.)    | Denisa Chládková Květa Hrdličková  | Laura Montalvo María Emilia Salerni   | 3-6, 6-4, 6-2   | Parcours |
|                                                                                     |            |                                   |                 |                                    |                                       |                 |          |
| 2005 - 1er tour (groupe mondial II) - République tchèque - Japon - 3 : 2            |            |                                   |                 |                                    |                                       |                 |          |
| 10                                                                                  | 23/04/2005 | Prague                            | Terre (ext.)    | Květa Peschke                      | Rika Fujiwara                         | 6-0, 6-3        | Parcours |
| 10                                                                                  | 23/04/2005 | Prague                            | Terre (ext.)    | Iveta Benešová Květa Peschke       | Akiko Morigami Saori Obata            | 4-6, 6-3, 6-0   | Parcours |
|                                                                                     |            |                                   |                 |                                    |                                       |                 |          |
| 2005 - Barrage (groupe mondial I) - République tchèque - Italie - 2 : 3             |            |                                   |                 |                                    |                                       |                 |          |
| 11                                                                                  | 09/07/2005 |                                   | Moquette (int.) | Francesca Schiavone                | Květa Peschke                         | 6-4, 7-5        | Parcours |
| 11                                                                                  | 09/07/2005 | Flavia Pennetta                   | Moquette (int.) | Květa Peschke                      | 6-4, 4-6, 6-2                         |                 | Parcours |
| 11                                                                                  | 09/07/2005 | Francesca Schiavone Roberta Vinci | Moquette (int.) | Květa Peschke Nicole Vaidišová     | 6-4, 6-4                              |                 | Parcours |
|                                                                                     |            |                                   |                 |                                    |                                       |                 |          |
| 2006 - Barrage (groupe mondial I) - France - République tchèque - 3 : 2             |            |                                   |                 |                                    |                                       |                 |          |
| 12                                                                                  | 15/07/2006 | Cagnes-sur-Mer                    | Terre (ext.)    | Séverine Beltrame Tatiana Golovin  | Iveta Benešová Květa Peschke          | 6-4, 7-62       | Parcours |
|                                                                                     |            |                                   |                 |                                    |                                       |                 |          |
| 2008 - 1er tour (groupe mondial II) - République tchèque - Slovaquie - 3 : 2        |            |                                   |                 |                                    |                                       |                 |          |
| 13                                                                                  | 02/02/2008 | Brno                              | Moquette (int.) | Nicole Vaidišová Květa Peschke     | Dominika Cibulková Janette Husárová   | 6-1, 2-6, 6-4   | Parcours |
|                                                                                     |            |                                   |                 |                                    |                                       |                 |          |
| 2008 - Barrage (groupe mondial I) - Israël - République tchèque - 2 : 3             |            |                                   |                 |                                    |                                       |                 |          |
| 14                                                                                  | 26/04/2008 | Ramat Ha-Sharon                   | Dur (ext.)      | Iveta Benešová Květa Peschke       | Tzipora Obziler Shahar Peer           | 6-4, 6-3        | Parcours |
|                                                                                     |            |                                   |                 |                                    |                                       |                 |          |
| 2009 - 1/4 de finale (groupe mondial) - République tchèque - Espagne - 4 : 1        |            |                                   |                 |                                    |                                       |                 |          |
| 15                                                                                  | 07/02/2009 | Brno                              | Moquette (int.) | Iveta Benešová Květa Peschke       | Lourdes Domínguez María José Martínez | 6-4, 6-2        | Parcours |
|                                                                                     |            |                                   |                 |                                    |                                       |                 |          |
| 2009 - 1/2 finale (groupe mondial) - République tchèque - États-Unis - 2 : 3        |            |                                   |                 |                                    |                                       |                 |          |
| 16                                                                                  | 25/04/2009 | Brno                              | Dur (int.)      | Liezel Huber Bethanie Mattek       | Iveta Benešová Květa Peschke          | 2-6, 7-62, 6-1  | Parcours |
|                                                                                     |            |                                   |                 |                                    |                                       |                 |          |
| 2010 - 1/4 de finale (groupe mondial) - République tchèque - Allemagne - 3 : 2      |            |                                   |                 |                                    |                                       |                 |          |
| 17                                                                                  | 06/02/2010 | Brno                              | Dur (int.)      | Lucie Hradecká Květa Peschke       | Anna-Lena Grönefeld Tatjana Malek     | 6-1, 6-3        | Parcours |
|                                                                                     |            |                                   |                 |                                    |                                       |                 |          |
| 2010 - 1/2 finale (groupe mondial) - Italie - République tchèque - 5 : 0            |            |                                   |                 |                                    |                                       |                 |          |
| 18                                                                                  | 24/04/2010 | Rome                              | Terre (ext.)    | Sara Errani Francesca Schiavone    | Lucie Hradecká Květa Peschke          | 6-2, 6-4        | Parcours |
|                                                                                     |            |                                   |                 |                                    |                                       |                 |          |
| 2011 - 1/4 de finale (groupe mondial) - Slovaquie - République tchèque - 2 : 3      |            |                                   |                 |                                    |                                       |                 |          |
| 19                                                                                  | 05/02/2011 | Bratislava                        | Dur (int.)      | Jana Čepelová Magdaléna Rybáriková | Květa Peschke Barbora Z. Strýcová     | 6-1, 4-6, 7-64  | Parcours |
|                                                                                     |            |                                   |                 |                                    |                                       |                 |          |
| 2011 - Finale (groupe mondial) - Russie - République tchèque - 2 : 3                |            |                                   |                 |                                    |                                       |                 |          |
| 20                                                                                  | 05/11/2011 | Moscou                            | Dur (int.)      | Lucie Hradecká Květa Peschke       | Maria Kirilenko Elena Vesnina         | 6-4, 6-2        | Parcours |

## Classements WTA en fin de saison
| Année          | 1992 | 1993 | 1994 | 1995 | 1996 | 1997 | 1998 | 1999 | 2000 | 2001 | 2002 |  | 2004 | 2005 | 2006 | 2007 | 2008 | 2009 | 2010 | 2011 | 2012 | 2013 | 2014 | 2015 | 2016 | 2017 | 2018 | 2019 | 2020 | 2021 |
| Rang en simple | 324  | 232  | 241  | 185  | 275  | 239  | 57   | 44   | 47   | 86   | 145  |  | 116  | 26   | 133  | –    | –    | –    | –    | –    | –    | –    | –    | –    | –    | –    | –    | –    | –    | –    |
| Rang en double | 395  | 185  | 148  | 177  | 253  | 538  | 148  | 48   | 111  | 48   | 68   |  | 142  | 16   | 8    | 11   | 7    | 26   | 5    | 2    | 17   | 16   | 9    | 401  | 51   | 21   | 13   | 21   | 17   | 52   |

Source : (en) Classements de Květa Peschke sur le site officiel de la Fédération internationale de tennis